# Эсперон, Грегорио Хуан
Грегорио Хуан Эсперо́н (исп. Gregorio Juan Esperón; 15 августа 1912, по другим данным 15 февраля или 15 августа 1917, Буэнос-Айрес — 30 сентября 2000, Буэнос-Айрес) — аргентинский футболист, полузащитник.

## Карьера
Грегорио Эсперон родился в семье басков Максимо Эспероне и Марии Росати. У них было 10 детей. Грегорио начал играть футбол в команде «Карторсе Провинсиас»  из города Оливос в 1926 году. Позже клуб был переименован в «Спортивный клуб Оливас». В 1933 году Эсперон перешёл в «Тигре», где дебютировал 30 апреля в матче «Индепендьенте», в котором его команда проиграла со счётом 0:7. Всего в сезоне он сыграл в четырёх матчах. Следующий сезон Эсперон начал в составе клуба «Платенсе», где дебютировал 9 сентября 1934 года в матче с «Сан-Лоренсо» (3:0). Там он играл на протяжении 9 сезонов, из которых в четырёх являлся капитаном команды. Всего в составе команды Гремио провёл 244 матча и забил 24 гола. Последнюю встречу за клуб футболист сыграл 29 августа 1943 года против «Расинга» (2:5), в котором отдал голевую передачу. В 1944 году Эсперон выступал за клуб «Институто».
В 1945 году Эсперон перешёл в клуб «Сан-Кристован», где провёл один год. В 1946 году он уехал в Италию, присоединившись к «Роме». После войны римская команда, не имевшая серьёзных средств к финансированию, искала в Южной Америке недорогих футболистов, способных усилить её состав. Грегорию пришёл в «Рому», подделав свои документы: для подписания контракта он уменьшил свой реальный возраст. 8 декабря Эсперон дебютировал в составе команды в матче с «Моденой» (0:0), а всего провёл за клуб 7 матчей. Там же он начал тренерскую карьеру, работая тренером по физической подготовке в молодёжных составах «Ромы».
В 1948 году Эсперон возвратился в Аргентину, где стал работать главным тренером «Платенсе». В 1950 году он возглавлял эквадорскую «Барселону». На следующий год Грегорио стал главным тренером «Эмелека» и работал с командой до 1953 года. В том же году он возглавил сборную Эквадора на чемпионате Южной Америки, на котором его команда заняла последнее 7 место, забив один гол при 13 пропущенных. Затем Эсперон стал главным тренером клуба «Унион Вальдес», приведя команду к выигрышу чемпионата Гуаякиля. В 1954 году Грегорио возглавил парагвайский клуб «Серро Портеньо» и в первый же сезон привёл команду к выигрышу чемпионата страны. 
В 1956 году Эсперон возвратился в «Платенсе». Затем он тренировал эквадорский клуб — «Патрия» и вновь «Барселону». Затем работал с клубом «Экскурсионистас». Тренировал перуанскую команду «Хуан Аурич» в 1967 году. Команда впервые проводила тот сезон в статусе профессионального клуба и заняла достойное седьмое место. Завершил он карьеру в клубе «9 октября».

## Международная статистика
| Матчи Грегорио Эсперона за сборную Аргентины | Матчи Грегорио Эсперона за сборную Аргентины | Матчи Грегорио Эсперона за сборную Аргентины | Матчи Грегорио Эсперона за сборную Аргентины | Матчи Грегорио Эсперона за сборную Аргентины | Матчи Грегорио Эсперона за сборную Аргентины | Матчи Грегорио Эсперона за сборную Аргентины |
| -------------------------------------------- | -------------------------------------------- | -------------------------------------------- | -------------------------------------------- | -------------------------------------------- | -------------------------------------------- | -------------------------------------------- |
| №                                            | Дата                                         | Место проведения                             | Оппонент                                     | Счёт                                         | Голы                                         | Турнир                                       |
| 1                                            | 18 июля 1940                                 | Монтевидео                                   | Уругвай                                      | 0:3                                          | —                                            | Кубок Эктора Гомеса                          |
| 2                                            | 15 августа 1940                              | Буэнос-Айрес                                 | Уругвай                                      | 5:0                                          | 1                                            | Кубок Хуана Миньябуру                        |
| 3                                            | 30 декабря 1940                              | Буэнос-Айрес                                 | сборная Росарио                              | 1:3                                          | —                                            | Товарищеский матч                            |
| 4                                            | 5 января 1941                                | Сантьяго                                     | Чили                                         | 2:1                                          | —                                            | Кубок президента Аргентины                   |
| 5                                            | 12 февраля 1942                              | Сантьяго                                     | Перу                                         | 2:1                                          | —                                            | Чемпионат Южной Америки                      |
| 6                                            | 17 января 1942                               | Монтевидео                                   | Бразилия                                     | 2:1                                          | —                                            | Чемпионат Южной Америки                      |
| 7                                            | 22 января 1942                               | Монтевидео                                   | Эквадор                                      | 12:0                                         | —                                            | Чемпионат Южной Америки                      |
| 8                                            | 25 января 1942                               | Монтевидео                                   | Перу                                         | 3:1                                          | —                                            | Чемпионат Южной Америки                      |
| 9                                            | 31 января 1942                               | Монтевидео                                   | Чили                                         | 0:0                                          | —                                            | Чемпионат Южной Америки                      |
| 10                                           | 7 февраля 1942                               | Монтевидео                                   | Уругвай                                      | 0:1                                          | —                                            | Чемпионат Южной Америки                      |

## Личная жизнь
Грегорио женился на Анхеле Гонсалес (родилась в 1921 году). У них родился сын Грегорио младший (1943—1972) и дочь Ана.

## Достижения

### Как игрок
- Чемпион Южной Америки: 1941

### Как тренер
- Чемпион Парагвая: 1954